# التواركة
التواركة هي جماعة ترابية تُعتبر إحدى الدوائر الست التي تتألف منها الجماعة الحضرية لمدينة الرباط في جهة الرباط سلا القنيطرة في المغرب. قُدّر عددُ سكّانها بـ3932 نسمة سنة 2014.

## أعلام
- نادية النوجاني